# Osochor
Osochor (auch Osorkon, Userken) regierte als fünfter altägyptischer König (Pharao) der 21. Dynastie (Dritte Zwischenzeit) von etwa 984 bis 978 v. Chr.

## Herrschaft
Nach Manetho regierte er sechs Jahre und ist damit zwischen Amenemope und Siamun zu setzen. Manetho bezeichnet „Osochor“ als seinen Eigennamen. Osochor ist eigentlich als „Osorkon I.“ zu benennen. Dadurch müssten die Könige gleichen Namens neu durchnummeriert werden.

## Belege
Unter seinem Thronnamen wird dieser Herrscher in den Priesterannalen von Karnak erwähnt. Nach Meinung von Jean Yoyotte ist er der „Pharao Osorkon“, der im Dach des Chonstempel in Karnak angebrachten Priesterstammbaum genannt wird. Er wird wahrscheinlich auch im Priesterstammbaum von Memphis aufgeführt. Danach wäre er ein Libyer in der tanitischen Königsfolge (Herihor bis Pinudjem II. laut Liste der Oberpriester in Theben) und Vorläufer der Libyschen Pharaonen auf dem ägyptischen Thron.

## Familie
Danach ist seine Mutter Mehitusechet und sein Vater des „Großen der Meschwesch-Libyer“ Scheschonq und damit ein Bruder des „Großen der Meschwesch“ Namilt (I.) Scheschonq I., der Begründer der 22. Dynastie, war sein Neffe.